# Fluvicola pica
La viudita pía (Fluvicola pica), también denominada viudita blanquinegra o viudita común (en Colombia), tirano-de-agua pinto (en Panamá y Ecuador) o viuduta acuática (en Venezuela), es una especie de ave paseriforme de la familia Tyrannidae, perteneciente al género Fluvicola. Es nativa del extremo este de América Central, del norte de América del Sur y de Trinidad y Tobago.

## Distribución y hábitat
Se distribuye en el este de Panamá, norte, centro y este de Colombia, Venezuela, Trinidad, Guyana, Surinam, Guayana Francesa, hacia el sur hasta el alto río Orinoco oriental y extremo norte de Brasil (alto río Branco, litoral de Amapá); hubo dos avistamiento en Ecuador.
Esta especie es considerada bastante común a localmente común en sus hábitats naturales: alrededor de lagos, lagunas y pantanos de agua dulce, algunas veces en áreas abiertas adyacentres, corrales y jardines; principalmente por debajo de los 450 m de altitud, localmente hasta los 1000 m.

## Descripción
La viudita pía mide un promedio de 13,5 cm de longitud y pesa unos 13 g. Los adultos son principalmente blancos, con las alas, cola y una angosta banda que va desde el píleo y llega hasta el dorso de color negro. Ambos sexos tienen un aspecto similar, aunque las hembras pueden tener las partes negras manchadas con algo de pardo, y los inmaduros tienen totalmente pardas las zonas que son negras en los adultos. Su llamada es un sonido nasal que suena «diwiiooo».

## Comportamiento

### Alimentación
Se alimentan principalmente de insectos, complementando su dieta con la vegetación de los márgenes del agua.

### Reproducción
Construyen su nido al final de una rama cerca o sobre el agua. El nido, de hierbas trenzadas, tiene forma de bola ovalada con la entrada en una lateral y el interior forrado de plumas. Ambos sexos incuban la puesta, que suele constar de dos o tres huevos de color crema blanquecino con motas pardas. Algunas veces sufre parasitismo de puesta por parte de los vaqueros Molothrus.

## Sistemática

### Descripción original
La especie F. pica fue descrita por primera vez por el naturalista neerlandés Pieter Boddaert en 1783 bajo el nombre científico Muscicapa pica; su localidad tipo es: «Cayena, Guayana Francesa».

### Etimología
El nombre genérico femenino «Fluvicola» se compone de las palabras del latín «fluvius, fluvii» que significa ‘río’, y «colere» que significa ‘que habita’; y el nombre de la especie «pica», en latín, designa genéricamente a las urracas.

### Taxonomía
Ya fue considerada conespecífica con Fluvicola albiventer, pero difieren en el plumaje y la vocalización, y también no intergradan. Es monotípica.